# Famille Bahezre de Lanlay
La famille Bahezre de Lanlay est une famille subsistante de la noblesse française, d'ancienne extraction, originaire de Bretagne. Elle a été maintenue noble en 1669 à Rennes.

## Origine
La famille Bahezre de Lanlay est issue des (Le) Bahezre, parfois francisé en (Le) Baher ou (Le) Baheire, et appartient à la noblesse du pays de Tréguier, en Bretagne. La seigneurie de Lanlay est située en Plésidy (Côtes-d'Armor).
Le premier Bahezre connu est Henri Bahezre, qui prêta serment au duc de Bretagne en 1435, avec les nobles de Tréguier et de Goëlo. Prigent Bahezre, abbé de Sainte-Croix de Guingamp, fut recommandé au duc par le pape Martin V en 1418.
La famille Bahezre figure aux réformations et montres de la noblesse des évêchés de Tréguier et de Cornouaille de 1447 à 1562.

## Histoire
Roland Le Bahezre, seigneur de Tananguen, qui comparaît en archer en brigandine à la montre de Tréguier de 1481, est le premier membre de la filiation suivie,.
La famille Bahezre forma plusieurs branches, dont celle de Kerfichant se fondit en 1623 dans la famille Fleuriot,. Lors d'une grande enquête sur la noblesse, la famille Bahezre y fut maintenue le 4 juillet 1669 sur preuves de huit générations. La branche de Lanlay s'est perpétuée jusqu'à nos jours.
La famille Bahezre de Lanlay a été admise à l'ANF en 1963.

## Généalogie
- Yves Le Bahezre, seigneur de Lanlay en Plésidy, écuyer, mort en 1660 ; épouse 1re Barbe Marc'hec ou Marec ; 2e Jeanne de Kergariou, veuve dès 1660, morte en 1686[8], dont :
  - (du second lit) Jacques Le Bahezre, seigneur de Lanlay, écuyer, maintenu noble en Bretagne le 4 juillet 1669[2], mort en 1720 ; épouse Magdeleine Varin du Colombier[8], dont :
    - Antoine Olivier Le Bahezre, seigneur de Lanlay (1687-1749) ; épouse vers 1719 Marie Anne Marec de Montbarot (vers 1698-1752)[8], dont :
      - Yves Marie Le Bahezre, seigneur de Lanlay (1720-1777) ; épouse le 26 mai 1740 Marie Olive Le Gonidec de Kerhalic, dont :
        - Jean Mathurin Le Bahezre, seigneur de Lanlay (1744-1809), lieutenant au régiment Dauphin dragons, capitaine de  canonniers-Gardes-Côtes ; épouse Marie Jeanne Claudine Florentine de La Porte (1758-1847), dont :
          - Jean Marie Bahezre de Lanlay (1780-)
          - Louis Jean François Bahezre de Lanlay (1795-1869), capitaine de frégate, chevalier de la Légion d'honneur, épouse Nathalie Huon de Kermadec (1806-1876), dont :
            - Albert Louis Marie Bahezre de Lanlay (1846-1914)
            - Arthur Ambroise Marie Bahezre de Lanlay (1848-1894), capitaine de frégate, chevalier de la Légion d'honneur, mort à Nagazaki (Japon); épouse Marie Adèle Louise Fradin de Belâbre, dont :
              - Louis Noël Marie Bahezre de Lanlay (1873-1963), lieutenant-colonel au 94e régiment d'infanterie ; épouse Louise de Foucaud, dont :
                - Michel Bahezre de Lanlay (1900-1977), épouse en 1932 Marie Lucienne Boiteux (vers 1909-2014), dont :
                  - Éric Bahezre de Lanlay (1933-2017), colonel (ABC[Quoi ?]), chevalier de la Légion d'honneur, épouse Anne-Claire Boudet dont :
                    - Gwénaëlle Bahezre de Lanlay (1959) dont postérité
                    - Arnaud Bahezre de Lanlay (1961) dont postérité
                    - Olivier Bahezre de Lanlay (1962) dont postérité

                  - Joël Bahezre de Lanlay (1933-...), épouse Jacqueline Boudet
                    - Valérie Bahezre de Lanlay (1961), épouse Vincent Nicolazo de Barmon (1960), dont postérité.

                  - Danièle Bahezre de Lanlay, épouse Jean Guérin
                  - Patrice Bahezre de Lanlay (1947-2021), épouse Fabienne Vaudou
                    - Aurélie Bahezre de Lanlay
                    - Blaise Bahezre de Lanlay

                - Anne-Marie Bahezre de Lanlay (1902-1889), épouse Xavier Saguez de Breuvery (1894-1981), officier de Marine, officier de la Légion d'honneur

              - Jean François Marie Bahezre de Lanlay (1884-1956), officier de marine, capitaine de vaisseau, officier de la Légion d'honneur, croix de Guerre 14-18 dont :
                - Tugdual Marie Louis Bahezre de Lanlay (1909-1976), lieutenant-colonel d'infanterie, officier de la Légion d'honneur, croix de Guerre 39-45, croix des TOE, croix de la Valeur militaire, il épouse en 1933 Yvonne de Miollis (1909-2008), dont :
                  - François-Xavier Bahezre de Lanlay (1935-2019)
                  - Guénolé Bahezre de Lanlay, veuve [épouse Jean-Claude Cuignet (1937-2008)]
                  - Annick Bahezre de Lanlay (épouse Jacques de Cacqueray-Valmenier, administrateur général des AM)
                  - Armelle Bahezre de Lanlay (épouse Pierre Frémaux).
                  - Tugdual Bahezre de Lanlay, général (CR), officier de la Légion d'honneur, officier du Mérite, épouse Solange de Gouzillon de Bélizal[9], dont :
                    - Ronan Bahezre de Lanlay, chef de bataillon Ch ONM, CCV, CC, OM
                    - Bruno Bahezre de Lanlay, épouse Alexia de Freslon de La Freslonnière
                    - Amaury Bahezre de Lanlay, épouse Delphine de Pontac
                    - Isaure Bahezre de Lanlay, épouse Xavier Meffre

                  - Yves Bahezre de Lanlay, épouse Sabine Le Masne de Chermont, dont :
                    - Stéphanie Bahezre de Lanlay, épouse Éric Palotai
                    - Marie Bahezre de Lanlay, épouse Thibaut de Vergnette de la Motte, lieutenant-colonel d'infanterie.
                    - Antoine Bahezre de Lanlay
                    - Éric Bahezre de Lanlay, capitaine des troupes de marine épouse Cécile de Lapasse

                  - Gaelle Bahezre de Lanlay, Veuve (épouse Jean-Louis Debionne 1944-2019)

## Personnalités
- Yan Marie Tugdual de Lanlay (1918-1991)[10], général de division. Maquisard, il a donné son nom à la 43e promotion de l'EMIA (2003-2005)[11], officier de la Légion d'honneur, croix de guerre 39-45, croix de guerre TOE, croix de la valeur militaire, croix du combattant, médaille commémorative 39-45, médaille commémorative d'Indochine, médaille commémorative des opérations de maintien de l'ordre en AFN, médaille des palmes académiques, croix de la bravoure vietnamienne, médaille des blessés.
- Yann-Erik de Lanlay (né en 1992), footballeur norvégien, milieu offensif au Viking FK.

## Terres
Seigneurs de Bahezre (Saint-Gilles), de Tananguen et de Lanlay (Plésidy), de Mesfantan, du Cosquer (Bourbriac), de Kerfichant et de Rosvillou (Duault), de Créamblay (Maël-Pestivien), de Kervénargant (Guilers), du Rest, du Quenquis (Locarn), de Kervéno et du Goullo (Plouray).

## Châteaux et demeures

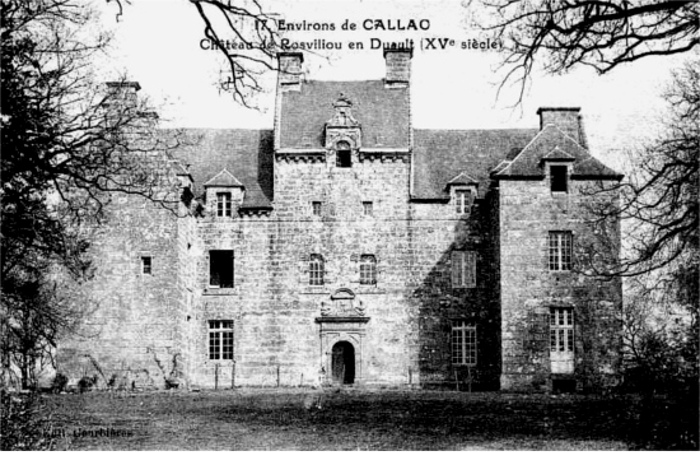
Château de Rosviliou.

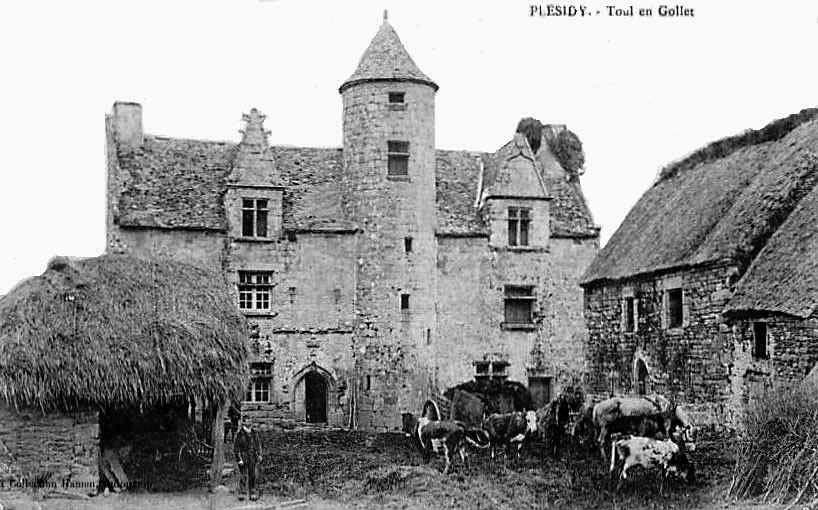
Manoir de Toul an Gollet.

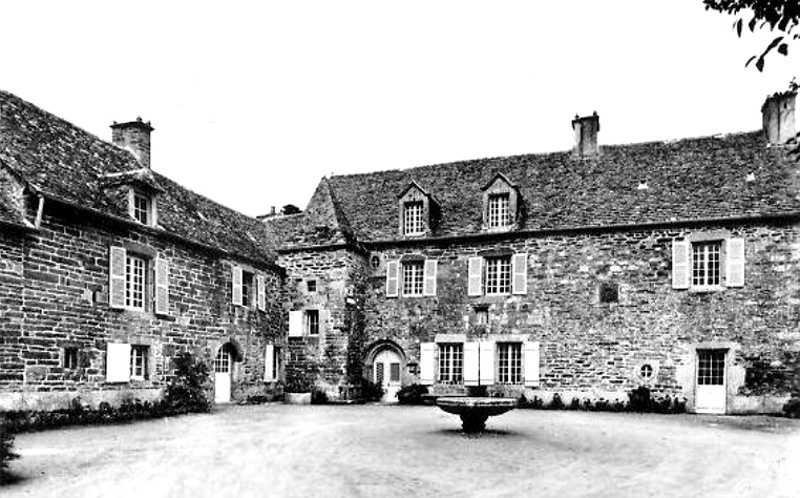
Château du Bourougel au XXe siècle.

### Château de Rosviliou
Le premier seigneur de Rosvillou connu est Charles Maurice Bahezre, seigneur de Kerfichant et lieutenant général de Carhaix, fils de Guillaume Bahezre et de Gilette de la Boissiere. La seigneurie de Kerfichant, relativement puissante, possédait des terres sur Duault, dont une ancienne résidence de chasse qu’il transforma (1605 à 1610) en l'un des premiers château non militaire de Bretagne. Le château passe des Bahezre aux Fleuriot en 1624.

### Manoir de Toul-an-Gollet
Le manoir de Toulgonec ou de Toul-an-Gollet, château à vocation non militaire, remonte à la fin du XVe siècle. L'édifice est une construction d'architecture homogène, surmontée d'un pigeonnier. Initialement aux Pezron au XVIe siècle, il revient aux Bahezre au XVIIe siècle et subit des aménagements au cours de ce siècle. Le château passe des Bahezre aux du Fresne au cours du XVIIIe siècle.

### Château du Bourougel
Le château de Bourougel, fortification initialement défensive, remonte au XIVe siècle. Il est occupé pendant la Ligue par une garnison royaliste, puis est pris en 1589 par les Morlaisiens qui en démolirent les fortifications. Divers travaux et aménagement sont entrepris sur le château au cours du XVIe siècle. En 1779, il passe des de la Porte du Bourougel aux Bahezre de Lanlay, à la suite du mariage de Marie-Jeanne de la Porte du Bourouguel avec Jean Mathurin Bahezre de Lanlay. Ce château est situé à Plougonven (dans le Trégor finistérien).

### Manoir de Kergadelan
Ce manoir appartient, à Pierre le Bahezre en 1570. Le manoir est supposé resté aux Bahezre jusqu'en 1695, où il appartient à Jean-René-François-Almaric de Bréhan, comte de Moron.

### Manoir de Kerveno
Ce manoir n'est connu que par un aveu de Pierre Le Bahezre, sieur de Keruhel, en 1695.

## Alliances
Les principales alliances de la famille Bahezre de Lanlay sont : de Cacqueray, des Cognets, Fleuriot de Langle, de Foucaud, Fradin de Bélâbre, du Fresne de Kerlan (1716), de Goësbriand, de Gouzillon de Bélizal, de Kergariou, de Kermellec, Huon de Kermadec, de Kersauson, de Lansullien, Le Forestier de Quillien, Le Gonidec de Kerhalic, Le Métayer de Kerdaniel, Nicolazo de Barmon, de Pontac, de Quengo de Tonquédec, de Roquefeuil, Salaün de Kertanguy, de Silguy, Villedieu de Torcy, de Waroquier de Puel Parlan, Saguez de Breuvery, de Freslon de La Freslonnière, etc. [réf. nécessaire]

## Pour approfondir